# مرکز منطقه‌ای کمپئوناتو
مرکز منطقه‌ای کمپئوناتو (به اسپانیایی به معنای قهرمانی منطقه مرکزی) یک مسابقه فوتبال انجمنی سالانه برای باشگاه‌هایی بود که عمدتاً در منطقه کاستیل اسپانیا، از جمله جامعه مادرید، در نیمه اول سده بیستم مستقر بودند. این مسابقات توسط فدراسیون فوتبال مادرید سازماندهی شد و برای اولین بار در سال ۱۹۰۳ به عنوان کمپئوناتو مادرید (قهرمانی مادرید) برگزار شد و به عنوان Campeonato Regional de Madrid (قهرمانی منطقه‌ای مادرید) برای فصل‌های ۱۳–۱۹۰۶ تغییر نام داد. فدراسیون سلطنتی فوتبال اسپانیا که در ۲۹ سپتامبر ۱۹۱۳ تأسیس شد، سازماندهی مسابقات را از سال ۱۹۱۳ آغاز کرد. این مرکز میان سال‌های ۱۹۱۳ و ۱۹۳۱، Campeonato Regional Mancomunado، قهرمانی مشترک منطقه‌ای (قهرمانی مشترک) از ۱۹۳۲ تا ۱۹۳۶، و Campeonato Regional del Centro (قهرمانی منطقه‌ای مرکز) در فصل آخر آن در سال‌های ۴۰ –۱۹۳۹ نامیده می‌شد.

## تاریخچه
این مسابقات در سال ۱۹۰۳ تأسیس شد و توسط فدراسیون منطقه‌ای محلی، انجمن باشگاه‌های فوتبال مادرید (به اسپانیایی: Federación Madrileña de Foot-Ball‎ یا FMF) اداره می‌شود. از سال ۱۹۰۳ تا ۱۹۱۳، به عنوان "Campeonato de Madrid" شناخته می‌شد و برای باشگاه‌های مستقر در اسپانیا باز بود.
در سال ۱۹۱۳ فدراسیون سلطنتی فوتبال اسپانیا (به اسپانیایی: Real Federación Española de Fútbol‎ یا RFEF) برای اداره مسابقات در سطح ملی تأسیس شد و FMF به عنوان یکی از شعبه‌های منطقه‌ای آن با نام Federación Castellana de Fútbol (FCF) مجدداً تأسیس شد. به عنوان بخشی از سازماندهی مجدد در سراسر کشور، مسابقات نیز به عنوان «قهرمانی منطقه‌ای» مجدداً برقرار شد. در سال‌های بعد، این یکی از چهار مسابقه منطقه‌ای بود که به عنوان مرحله مقدماتی کوپا دل ری (که تا زمان تأسیس لالیگا در سال ۱۹۲۹ به عنوان قهرمانی ملی اسپانیا عمل می‌کرد) مورد استفاده قرار گرفت. چهار مسابقه منطقه‌ای به‌صورت منطقه‌ای به شرح زیر برگزار شد:
- منطقه شمال (آلاوا، بیسکای، گیپوسکوآ، ناوارا و ریوجا).
- منطقه مرکز (کاستیا و اندلس).
- منطقه شرق (کاتالونیا، والنسیا، آلیکانته و مورسیا).
- منطقه غرب (سانتاندر، آستوریاس و گالیسیا)

با تغییراتی در سازمان سرزمینی و چندین تغییر نام (به پایین مراجعه کنید)، این رقابت‌های منطقه‌ای تا سال ۱۹۴۰ مورد رقابت بودند، زمانی که در دوران دیکتاتوری فرانکو منحل شدند.

### تغییر فرمت
از سال ۱۹۰۳ تا ۱۹۱۳ این مسابقات توسط باشگاه‌های مادرید برگزار شد. از فصل ۱۹۱۳–۱۹۱۴ به بعد گسترش یافت و شامل تیم‌هایی از شش استان همسایه (آویلا، سیوداد رئال، کوئنکا، گوادالاخارا، سگویا و تولدو) شد. قالب منطقه‌ای تا آخرین فصل در سال‌های ۱۹۴۰–۱۹۳۹ با تغییرات جزئی که در زیر ذکر شده‌است، تا حد زیادی بدون تغییر باقی ماند.
| فصل‌ها   | نام                                                   | یادداشت                                               |
| ------- | ----------------------------------------------------- | ----------------------------------------------------- |
| ۰۶–۱۹۰۲ | کمپئوناتو مادرید                                      |                                                       |
| ۱۳–۱۹۰۶ | قهرمانی منطقه‌ای مادرید                                |                                                       |
| ۳۱–۱۹۱۳ | مرکز منطقه‌ای کمپئوناتو                                |                                                       |
| ۳۲–۱۹۳۱ | مسابقات قهرمانی مشترک منطقه‌ای مرکزی-آراگون            | شامل تیم‌هایی از آراگون و کاستیا و لئون                |
| ۳۴–۱۹۳۲ | مسابقات قهرمانی مشترک منطقه‌ای مرکزی-جنوبی             | شامل تیم‌هایی از اندلس و کاستیا و لئون                 |
| ۳۶–۱۹۳۴ | مسابقات قهرمانی مشترک منطقه‌ای کاستیا-آراگون           | شامل تیم‌هایی از آراگون، کانتابریا و کاستیا و لئون     |
| ۳۹–۱۹۳۶ | مسابقات به دلیل جنگ داخلی اسپانیا به حالت تعلیق درآمد | مسابقات به دلیل جنگ داخلی اسپانیا به حالت تعلیق درآمد |
| ۴۰–۱۹۳۹ | مسابقات قهرمانی منطقه مرکزی                           | شامل تیم‌هایی از کاستیا و لئون                         |